# Bilancio statistico dei club italiani nella Coppa dell'Europa Centrale
La tabella successiva riporta, in ordine alfabetico e cronologico, le prestazioni delle squadre italiane nel periodo infrabellico della Coppa Europa Centrale-Mitropa (dal 1929 al 1939). Il Bologna è l'unico club italiano ad avere vinto il trofeo in questo periodo, mentre l'Inter e la Lazio sono state finaliste una volta ciascuno. L'Inter e la Juventus detengono il record di partecipazioni nel periodo considerato, entrambe a quota sette. La Juventus detiene inoltre il record di partecipazioni consecutive, cinque (dal 1931 al 1935). Alcune delle squadre italiane partecipanti alla competizione nel periodo citato (Bologna, club italiano con più successi nella manifestazione, Fiorentina, Milan, Torino) hanno vinto il trofeo in edizioni successive alla seconda guerra mondiale, quando il prestigio ed il livello delle squadre partecipanti alla Coppa Mitropa si ridusse progressivamente, dopo la costituzione della UEFA, e la creazione delle competizioni per club organizzate dalla confederazione europea.
| Club       | Partecipazioni                               | Vincitore      | Finalista | Semifinalista                    | Quarti di finale     | Ottavi di finale |
| Bologna    | 5 (1932, 1934, 1936, 1937, 1939)             | 2 (1932, 1934) | -         | 1 (1939)                         | -                    | 2 (1936, 1937)   |
| Fiorentina | 1 (1935)                                     | -              | -         | -                                | 1 (1935)             | -                |
| Genoa      | 4 (1929, 1930, 1937, 1938)                   | -              | -         | 1 (1938)                         | 3 (1929, 1930, 1937) | -                |
| Inter      | 7 (1930, 1933, 1934, 1935, 1936, 1938, 1939) | -              | 1 (1933)  | 2 (1930, 1936)                   | 2 (1938, 1939)       | 2 (1934, 1935)   |
| Juventus   | 7 (1929, 1931, 1932, 1933, 1934, 1935, 1938) | -              | -         | 5 (1932, 1933, 1934, 1935, 1938) | 2 (1929, 1931)       | -                |
| Lazio      | 1 (1937)                                     | -              | 1 (1937)  | -                                | -                    | -                |
| Milan      | 1 (1938)                                     | -              | -         | -                                | -                    | 1 (1938)         |
| Napoli     | 1 (1934)                                     | -              | -         | -                                | -                    | 1 (1934)         |
| Roma       | 3 (1931, 1935, 1936)                         | -              | -         | 1 (1931)                         | 1 (1936)             | 1 (1935)         |
| Torino     | 1 (1936)                                     | -              | -         | -                                | -                    | 1 (1936)         |